# 백승훈 (영화 감독)
백승훈(白承勋, Baek Seung-Hoon, 1979년 ~ )은 대한민국의 영화 감독이자 각본가, 영화 편집가다.

## 학력
- 동아방송예술대학 연극영화과 전문학사
- 베이징 영화 학원 감독과 학사
- 동국대학교 영상대학원 영화영상제작학과 석사

## 작품

### 단편 Short Films
- 1998 《 우리는....? 》 DV (15min)
- 1999 《 말세 Millennium 》 16mm Film (18min)
- 1999 《 어머니 Oh! Money 》 16mm Film (15min)
- 2002 《 동상이몽 Our Own Universe 》 DV (21min)
- 2003 《 共同栽培区 공동재배구역 Joint Cultivation Area 》 DV (15min)
- 2004 《 没事 별일아냐 Nothing 》 DV (5min)
- 2004 《 命运 운명 Destiny 》 DV (24min)
- 2005 《 京京的礼物 징징의선물 The Gift 》 DV (14min)
- 2005 《 美国之梦 아메리칸드림 American Dream 》 DV (28min)
- 2006 《 哭泣的女人 울고있는여자 Weeping Women 》 DV (13min)
- 2006 《 谁是我 수시아 Who am I 》 35mm Film (7min21sec)
- 2007 《 鸭子和大雁 오리와기러기 Duck&Goose 》 35mm Film (30min)
- 2014 《 新年快乐 해피뉴이어 Happy New Year 》 i-phone (15min)
- 2023 《 共存 공존 Coexistence 》 Sony Fx9 (18min)
- 2024 《 我是他非 내로남불 Double Standards 》 Arri Alexa Mini LF (12min30sec)

### 장편 Feature films
- 1998 박광수 감독 《 이재수의 난 》 – 제작지원
- 2002 박경희 감독 《 미소 》 - 프리프로덕션 연출부
- 2007 김지운 감독 《 좋은놈 나쁜놈 이상한놈 》 - 제작팀
- 2008 《 奶丝吐米球 나이스투미츄 Nice To Meet You 》 – 각본 / 연출
- 2009 《 鸭子的反击 오리날다 Flying Duck 》 – 각본 / 연출
- 2010 《 阳光啦啦队 선샤인 치어리더 Sunshine Cheerleader 》 – 각본 / 연출
- 2012 《 恋者多喜欢 유아더원 You Are The One 》 - 연출 / 2014년 3월 7일 중국 개봉
- 2014 《 平凡家族 평범한 가족 The Normal Family 》 - 각본 / 연출
- 2015 《 临时保镖 임시보표 A Temporary Bodyguard 》 - 각본 / 연출
- 2016 《 国家的诞生 국가의 탄생 The Trash Isle 》 - 각본 / 연출
- 2018 《 雪板先生 미스 스노우보드 Miss. Snowboard 》 - 각본 / 연출

### 편집 Editing
- 2009 《 爱的替身 All Apologies 》
- 2010 《 Hello? 树先生！Mr. Tree 》 : 2011년 11월 4일 중국 개봉, 제14회 상해국제영화제 심사위원대상 / 감독상
- 2011 《 查无此人 To Forgive 》 - Uncredit - : 2012년 6월 15일 중국 개봉
- 2011 《 稍安勿躁 Let it be 》 : 2012년 9월 7일 중국 개봉

- 2015 《 第三种爱情 제3의 사랑 The Third Way of Love 》 : 2015년 9월 25일 중국 개봉, 2016년 5월 19일 한국 개봉                                                            감독 : 이재한, 주연 : 송승헌 / 류이페이

- 2015 《 我的青春期 마이 오리지널 드림 My Original Dream 》 : 2015년 11월 11일 중국 개봉, 제28회 동경국제영화제 경쟁부문
- 2016 《 港片年华 The Years I Watch Hong Kong Movies 》
- 2016 《 沉睡城 》
- 2018 《 云雾笼罩的山峰 아웃 오브 크라임 Out of Crimes 》 : 2019년 4월 26일 개봉, 제34회 바르샤바국제영화제 초청
- 2018 《 When He Comes Back 》
- 2019 《 出拳吧，妈妈 Shallow 》 : 2022년 4월 30일 중국 개봉